# Mère Teresa de Calcutta (téléfilm, 2003)
Pour les articles homonymes, voir Mère Teresa.
Pour plus de détails, voir Fiche technique et Distribution.
Mère Teresa de Calcutta (Madre Teresa) est un téléfilm hispano-britannico-italien réalisé par Fabrizio Costa et diffusé en 2003.

## Synopsis
Mère Teresa, simple religieuse catholique devient l'une des personnalités les plus remarquables du XXe siècle. Animée d'une foi qui ferait déplacer les montagnes, elle suit son appel pour aider les pauvres, les lépreux, les mourants et les enfants abandonnés dans les bidonvilles de Calcutta, surmontant, non sans difficulté, le scepticisme des autorités civiles comme celui des religieuses de la ville de Calcutta.

## Fiche technique
- Titre original : Madre Teresa
- Scénario : Massimo Cerofolini, Francesco Scardamaglia
- Sociétés de distribution : Saje distribution (France)
- Durée : 176 min
- Pays :  Espagne,  Royaume-Uni,  Italie
- Première diffusion : 19 octobre 2003

## Distribution
- Olivia Hussey : Mère Teresa
- Sebastiano Somma : le père Serrano
- Michael Mendl : le père Céleste Van Exem
- Laura Morante : Mère Cenacle
- Íngrid Rubio : Virginia / Agnese
- Guillermo Ayasa : Perier
- Carlo Cartier
- Valeria Cavalli : Drane
- Enzo Decaro : Nicholas
- Antonia Frering : Sœur Stéphanie
- Emily Hamilton : Anna
- Nimmi Harasgama
- Ravindra Randeniya : le chef de la police
- Neil Stuke : Kline
- Ivan Venini : Jesus